# Henri Cammas

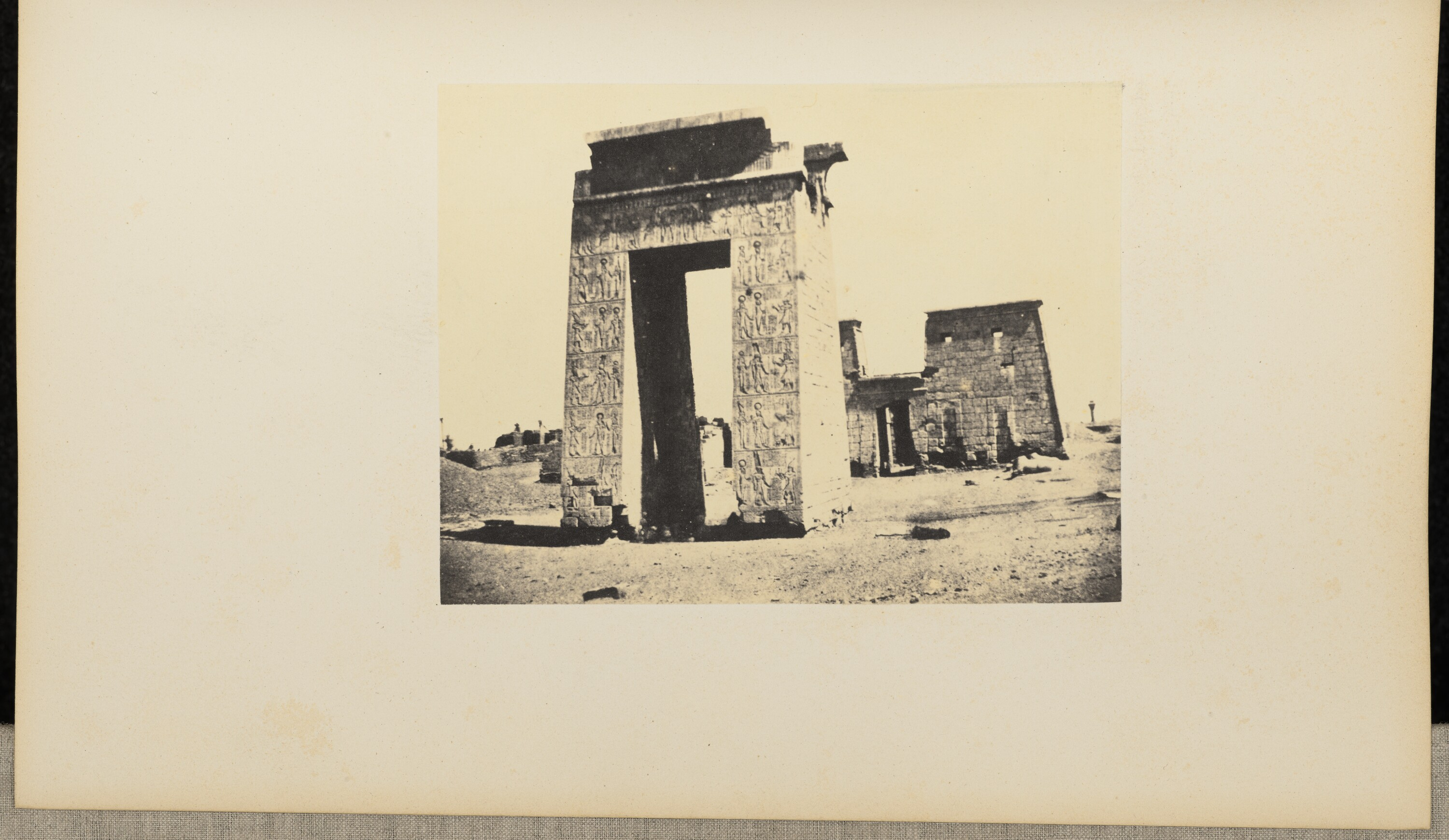
Bab el Amara, Karnak (Egypte), 1859 of 1860

Henri Cammas (1813 - 26 december 1888) was een Franse amateurfotograaf. Hij werd bekend door zijn foto's van de monumenten van het oude Egypte.
Cammas ondernam in 1859 met zijn echtgenote, een dochter van generaal Jacques-Louis Chatry de Lafosse, en met André Lefèvre een reis van drie jaar naar Egypte. Met de steun van onderkoning Saïd Pasja reisden ze over de Nijl tot de Derde Cataract. Hij maakte gebruik van het procédé-Baldus voor zijn foto's waarvoor een belichtingstijd van ongeveer een uur nodig was. Hij kwam terug met ongeveer 200 foto's, waarvan 80 op groot formaat (70 op 50 cm). Bij terugkeer in Frankrijk gaven Cammas en Lefèvre een geïllustreerd verslag van hun reis uit: La vallée du Nil: impressions et photographies.
- Bibliothèque nationale de France: cb121710291 (data)
- International Standard Name Identifier: 0000 0000 7105 3709
- Library of Congress Control Number: no2003076481
- Nationale Bibliotheek van Israël: 987007527152005171
- PIC: 287133
- Système universitaire de documentation: 108875830
- Virtual International Authority File: 95914284